# 土力工程處
土力工程處（英語：Geotechnical Engineering Office，縮寫GEO）是中華人民共和國香港特別行政區政府土木工程拓展署轄下的七個工程處之一，專責各項岩土工程工作，使土地的運用和開發符合安全及經濟原則。

## 組織
土力工程處由土力工程處處長掌管，並分為港島科、九龍及新界科、規劃及標準科及防止山泥傾瀉科。

## 歷史
1977年，土力工程處在工務司署轄下成立，防止類似1976年秀茂坪山泥傾瀉意外再次發生，是專責規管山邊及斜坡設計與維修之機構，隸屬建築物條例執行處，即今屋宇署。1982年4月，改屬工程拓展署轄下。1986年6月，改屬土木工程署轄下部門。1991年9月，土力工程處英文名稱由Geotechnical Control Office（GCO）改為Geotechnical Engineering Office（GEO）。2004年7月，土木工程署與拓展署合併，自此成為土木工程拓展署轄下部門。

## 歷任處長
- 柯樂勤（1977年）
- 羅德賢（1978年－1979年）[1]
- 白能達（1979年－1989年）[2]
- 麥隆禮（1989年－1998年）[3]
- 陳健碩（1998年－2011年）
- 陳潤祥（2011年－2013年）
- 汪學寧（2013年－2016年）
- 潘偉強（2017年－2020年）
- 張偉文（2021年至今）

## 主要工作[4]

### 岩土工程管制和土地規劃
岩土工程審核的範圍廣泛，包括建築發展和土木工程中的岩土工程設計以及工地監督標準。各地區分部對私人、公共機構和政府部門進行的各種工程進行審核，其中包括土地平整工程、斜坡鞏固工程、深層挖掘工程、隧道工程、岩洞工程以及在含溶洞的大理岩或複雜地質狀況地區的地基工程。這些審核工作確保工程設計符合相關標準和安全要求，並保障工地的合規性。

### 推行「長遠防治山泥傾瀉計劃」
「長遠防治山泥傾瀉計劃」工作範疇包括研究需要優先處理的人造斜坡、擋土牆和天然山坡，評估其潛在風險並確定所需的防護和緩減工程。如果由政府負責維護的人造斜坡或天然山坡需要採取防護、補救或緩減措施，土力工程處會進行詳細的設計和相關工程，以降低山泥傾瀉的風險。

### 天然山坡山泥傾瀉的風險管理
自90年代初以來，土力工程處一直致力於研究和發展工作，以應對天然山坡山泥傾瀉的風險。2010年代，在數碼和資訊技術的應用方面取得了顯著進展，提升了管理天然山坡山泥傾瀉風險的能力。土力工程處還運用地理信息系統進行空間分析和三維工程模擬，並採用了新的科技工具，包括數碼攝影測量、衛星合成孔徑雷達干涉測量技術、三維遙感激光掃描和影像處理，以及空載遙感激光掃描。應用創新技術，能夠更準確地監測和評估天然山坡的狀態，並制定相應的預防和緩解措施。

### 山泥傾瀉勘測
勘測工作的範疇包括調查所有山泥傾瀉事故報告，並對選定的嚴重山泥傾瀉案例進行深入研究，以了解山泥崩塌的原因和需要進行的後續行動。

### 標準制訂及測試服務
制訂岩土工程標準及進行技術拓展工作，並出版刊物推行有關的技術指引。測試服務則由工務試驗所負責，該機構由1間工務中央試驗所和5間工務區域試驗所組成。工務試驗所的多項測試及校正服務已獲得「香港實驗所認可計劃」的認可。工務試驗所的主要職責是為政府工程提供各種建築材料的測試服務，包括碎石、瀝青、水泥、混凝土、土壤、岩石及鋼材測試等。此外，工務試驗所也致力於研究和發展新的測試技術，以提升服務質量，滿足建築行業的需求。

### 緊急山泥傾瀉視察服務
設有全年廿四小時的緊急服務，以便一旦因山泥傾瀉產生危險時，為各政府部門提供岩土工程方面的意見，以協助制定應變行動，確保公眾的安全。

### 運作山泥傾瀉警報系統
採用先進的數據記錄及處理設備和電腦軟體，運作一套自動雨量計系統。該系統包括約100個自動雨量計，範圍覆蓋廣泛，提供即時的雨量數據以支援山泥傾瀉警報系統的運作。透過綜合多年的數據，開發了一個模型，分析山泥傾瀉發生頻率與雨量之間的關係，以推算可能發生的山泥傾瀉數量。根據這個模型的數據分析和天文台的降雨預測，政府能夠決定是否發出或取消山泥傾瀉警報。

### 公眾教育和社區諮詢服務
為了增加社區對於防止山泥傾瀉的重要性的認識，積極推行社區教育計劃。亦成立了「社區諮詢服務組」為私人業主提供維護斜坡方面相關支援，並設立了熱線電話(2760 5800)，以為業主提供諮詢服務和建議。透過這項服務，希望能夠幫助業主更好地履行斜坡維修責任，確保市民大眾的安全。

### 管理斜坡資訊系統
利用資訊科技收集並發放斜坡資料，大大加強了香港在改善斜坡安全方面的工作。「斜坡資訊系統」載有香港6萬幅已登記的人造斜坡和擋土牆資料，讓工程師以至市民大眾均可從斜坡安全網（https://hkss.cedd.gov.hk）取得最新的斜坡資料。

### 香港地質調查
自1982年成立以來，香港地質調查組一直是香港地質資訊的權威來源。作為本地最全面的地質資料庫，他們為政府、工程界和市民提供權威性的意見和建議。香港地質調查組負責編製香港地質圖和相關刊物，並建立了工程地質和天然山坡的資料庫，供政府和私人機構使用。這些寶貴的資料主要儲存在地理資訊系統中，以便更方便使用。

### 顧問和岩土勘探服務
土力工程處為政府工程提供專業的岩土工程服務，包括進行岩土工程的可行性研究、勘查研究和設計工作，以確保各項政府工程的順利進行。此外，提供專業的「顧問」服務，協助各工程部門應對在工程項目推行期間可能出現的岩土工程問題，特別是涉及天然山坡、岩洞和隧道的工程。土力工程處亦透過定期合約模式，為政府部門提供岩土勘探服務及地球物理測量。

### 管制爆炸品和管理石礦場
礦務部是代表土木工程拓展署署長兼任的礦務處處長，按《危險品條例》負責監管爆炸品的製造、儲存、運送（陸路）和使用。關於石礦場方面，礦務部負責管理及修復香港的石礦場。這些石礦場除了為本地建造業提供所需石材，同時亦處理來自本地建設項目所產生的岩石，以製成石料。

### 香港岩洞發展
提供新的土地供應，對香港的長遠發展相當重要。發展岩洞是增加土地供應的多管齊下的策略之一。香港山多而陡，岩石堅固，沿市區邊緣的山地特別適合發展岩洞。土力工程處聯同規劃署制定具策略性的全港性岩洞總綱圖，成為岩洞發展規劃和推展的全面策略。土力工程處亦進行岩洞發展工程，以釋放地面土地作更好的城市發展。

## 發表刊物
- 斜坡岩土工程手冊 （页面存档备份，存于）
- 岩土指南 （页面存档备份，存于）
- 岩土工程地區研究計劃 （页面存档备份，存于）
- 香港地質調查報告、圖表報告及地質圖 （页面存档备份，存于）
- 香港地質考察指引 （页面存档备份，存于）
- 香港的天然山坡山泥傾瀉災害 （页面存档备份，存于）
- 斜坡維修簡易指南 （页面存档备份，存于）
- 美化斜坡簡易指南 （页面存档备份，存于）
- 遵從「危險斜坡修葺令」簡易指南 （页面存档备份，存于）
- 礦務70載紀念特刊 （页面存档备份，存于）

## 外部連結
- Geo Channel 土力場｜Facebook 專頁 （页面存档备份，存于）
- Geo Channel 土力場｜Instagram 專頁
- 土木工程拓展署 （页面存档备份，存于）